# Astragalus karakalensis
Astragalus karakalensis es una especie de planta del género Astragalus, de la familia de las leguminosas, orden Fabales.

## Distribución
Astragalus karakalensis se distribuye por Turkmenistán.

## Taxonomía
Fue descrita científicamente por Freyn & Sint. Fue publicada en Bull. Herb. Boissier, sér. 2, 4: 1110 (1904).